# Donzelotauropus quadrisulcus
Donzelotauropus quadrisulcus är en mångfotingart som beskrevs av Jules Rémy 1957. Donzelotauropus quadrisulcus ingår i släktet Donzelotauropus och familjen fåfotingar. Inga underarter finns listade i Catalogue of Life.